# Liste der Kulturdenkmale in Botnang

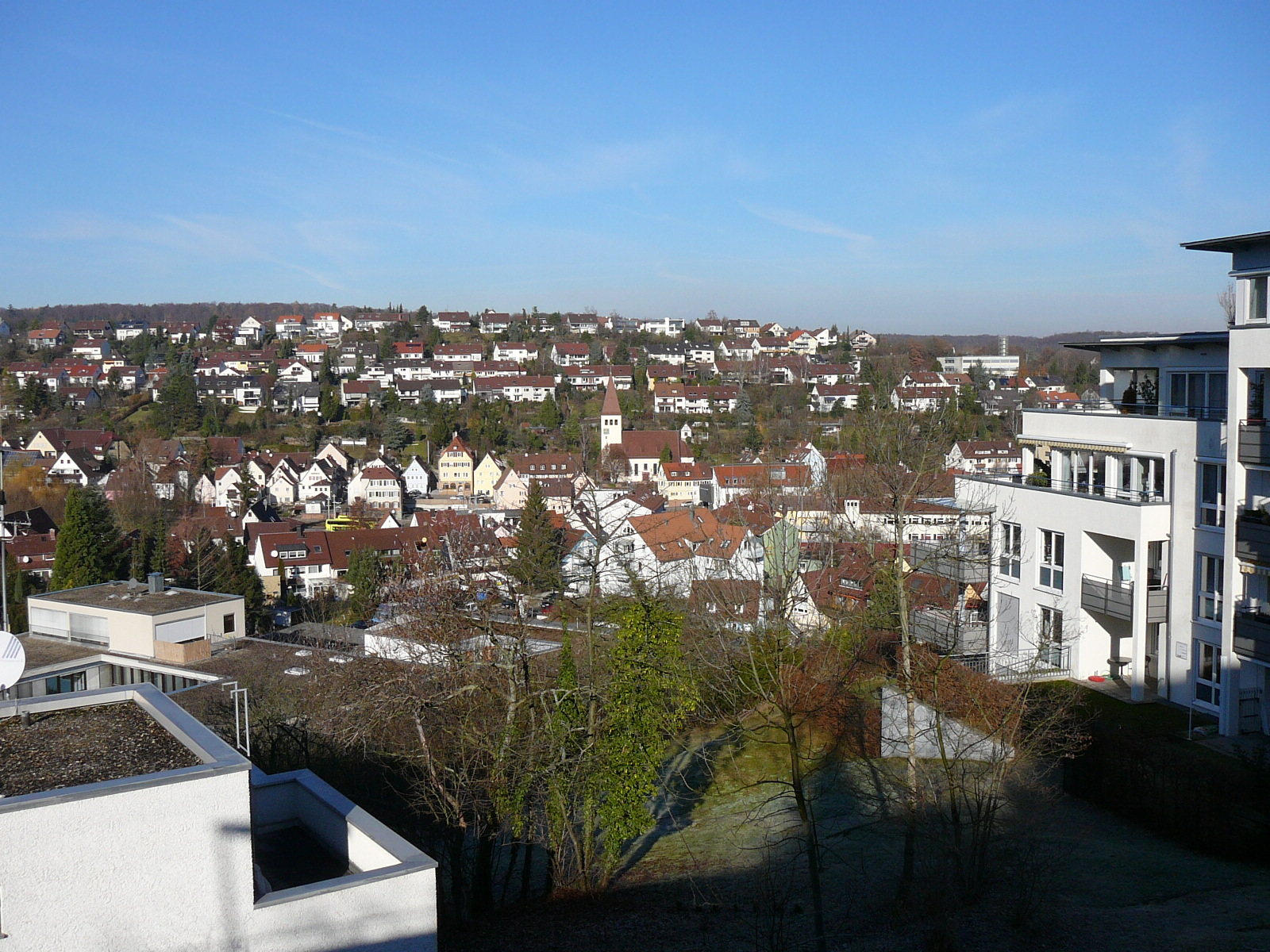
Blick auf Botnang

In der Liste der Kulturdenkmale in Botnang sind alle unbeweglichen Bau- und Kunstdenkmale in Botnang aufgelistet, die in der Liste der Kulturdenkmale. Unbewegliche Bau- und Kunstdenkmale der Unteren Denkmalschutzbehörde für diesen Stadtbezirk Stuttgarts verzeichnet sind. Stand dieser Liste ist der 25. April 2008.
Diese Liste ist nicht rechtsverbindlich. Eine rechtsverbindliche Auskunft ist lediglich auf Anfrage bei der Unteren Denkmalschutzbehörde der Stadt Stuttgart erhältlich.

## Allgemein
- Bild: Zeigt ein ausgewähltes Bild aus Commons, „Weitere Bilder“ verweist auf die Bilder im Medienarchiv Wikimedia Commons.
- Bezeichnung: Nennt den Namen, die Bezeichnung oder die Art des Kulturdenkmals.
- Lage: Straßenname und Hausnummer oder Flurstücknummer des Kulturdenkmals, gegebenenfalls auch den Ortsteil. Die Grundsortierung der Liste erfolgt nach dieser Adresse. Der Link (Karte) führt zu verschiedenen Kartendiensten mit der Position des Kulturdenkmals. Fehlt dieser Link, wurden die Koordinaten noch nicht eingetragen. Sind diese bekannt, können sie über ein Tool mit einer Kartenansicht einfach nachgetragen werden. In dieser Kartenansicht sind Kulturdenkmale ohne Koordinaten mit einem roten bzw. orangen Marker dargestellt und können durch Verschieben auf die richtige Position in der Karte mit Koordinaten versehen werden. Kulturdenkmale ohne Bild sind an einem blauen bzw. roten Marker erkennbar.
- Datierung: Baubeginn, Fertigstellung, Datum der Erstnennung oder grobe zeitliche Einordnung entsprechend des Eintrags in der zuständigen Denkmaldatenbank (Landesamt für Denkmalpflege Baden-Württemberg).
- Beschreibung: Kurzcharakteristik des Kulturdenkmals.

## Kulturdenkmale im Stadtbezirk Botnang
| Bild           | Bezeichnung                                                       | Lage                                                                                                | Datierung        | Beschreibung                                                            | ID |
| -------------- | ----------------------------------------------------------------- | --------------------------------------------------------------------------------------------------- | ---------------- | ----------------------------------------------------------------------- | -- |
|                | Fachwerkhaus                                                      | Alte Stuttgarter Straße 29 (Karte)                                                                  |                  | Geschützt nach § 2 DSchG                                                |    |
|                | Wohn- und Geschäftshaus                                           | Alte Stuttgarter Straße 99 (Karte)                                                                  |                  | Kulturdenkmal in Sachgesamtheit Geschützt nach § 2 DSchG                |    |
|                | Wohn- und Geschäftshäuser (Sachgesamtheit)                        | Alte Stuttgarter Straße 99, Klinglerstraße 6, 9 (Karte)                                             | 1912–1914        | Neuer Stil, Zimmermann Robert Geschützt nach § 2 DSchG                  |    |
| Weitere Bilder | Arbeitersiedlung „Westheim“ (Sachgesamtheit)                      | Beethovenstraße 2, 12 bis 58 (gerade), sogenannte Westheim-Siedlung. Es sind 25 Wohnhäuser. (Karte) | 1904             | geschaffen durch Böhlen R. und Pfeil K. Geschützt nach § 2 DSchG        |    |
|                | Wohn- und Geschäftshaus                                           | Beethovenstraße 7 (Karte)                                                                           | 1913             | Zimmermann Robert Geschützt nach § 2 DSchG                              |    |
|                | Fachwerkhaus                                                      | Eltinger Straße 40 (Karte)                                                                          | 1600             | Barock Geschützt nach § 2 DSchG                                         |    |
|                | Ehemaliges Pfarrhaus mit Scheuer und Backhaus (Sachgesamtheit)    | Eltinger Straße 67, 69, 69a (Karte)                                                                 | 1542, 1790, 1900 | Barock Geschützt nach § 2 DSchG                                         |    |
|                | Wohn- und Geschäftshaus                                           | Franz-Schubert-Straße 37 (Karte)                                                                    | 1906–1907        | Schneidt & Co. (?) Geschützt nach § 2 DSchG                             |    |
|                | Ehemaliges Pfarrhaus                                              | Furtwänglerstraße 1 (Karte)                                                                         | 1500–1600        | Renaissance Geschützt nach § 2 DSchG                                    |    |
|                | Fachwerkhaus                                                      | Furtwänglerstraße 15 (Karte)                                                                        | 1590–1610        | Geschützt nach § 2 DSchG                                                |    |
|                | Wera-Pflege                                                       | Furtwänglerstraße 24 (Karte)                                                                        | 1874             | Wahl F. Geschützt nach § 2 DSchG                                        |    |
|                | Wohn- und Geschäftshaus (Teil der SG „Wohn- und Geschäftshäuser“) | Klinglerstraße 6 (Karte)                                                                            |                  | Geschützt nach § 2 DSchG                                                |    |
|                | Wohn- und Geschäftshaus (Teil der SG „Wohn- und Geschäftshäuser“) | Klinglerstraße 9 (Karte)                                                                            |                  | Geschützt nach § 2 DSchG                                                |    |
|                | Katholische Clemens-Kirche                                        | Lortzingstraße 21 (Karte)                                                                           | 1933             | Architektur der Reformbewegung, Schlösser Hugo Geschützt nach § 2 DSchG |    |
| Weitere Bilder | Franz-Schubert-Schule                                             | Schumannstraße 8, 10 (Karte)                                                                        | 1902–1903, 1912  | Böklen R. und Pfeil K. Geschützt nach § 2 DSchG                         |    |